# Berberia lambessana
Berberia lambessana är en fjärilsart som beskrevs av Otto Staudinger och Hans Rebel 1901. Berberia lambessana ingår i släktet Berberia och familjen praktfjärilar. Inga underarter finns listade i Catalogue of Life.